# Gyürk András
Gyürk András János (Budapest, 1972. december 2. –) magyar politikus, a Fidesz tagja és az Európai Parlament képviselője.

## Pályafutása
1991-ben érettségizett a Szentendrei Ferences Gimnáziumban. 1993-ban végzett a Pénzügyi és Számviteli Főiskola pénzügy szakán, majd 1998-ban az ELTE-n történelem-politológia szakon.
1988-ban lépett be a Fideszbe. 1995–2004 között a párt országos választmányának tagja, 1996–2005 között a Fidelitas elnöke volt. 1998–2004 között országgyűlési képviselő volt, azóta pedig európai parlamenti képviselő.
A panorámaszabadság megszüntetésért indított kezdeményezés támogatója volt 2015-ben.